# IC 3079
IC 3079 је спирална галаксија у сазвјежђу Дјевица која се налази на листи објеката дубоког неба у Индекс каталогу.
Деклинација објекта је + 11° 32' 6" а ректасцензија 12h 16m 4,2s. Привидна величина (магнитуда) објекта IC 3079 износи 14,5 а фотографска магнитуда 15,4. IC 3079 је још познат и под ознакама CGCG 69-116, VCC 177, PGC 39273.